# 味の素パッケージング
味の素パッケージング株式会社（あじのもとパッケージング）は、かつて主に味の素株式会社製品の包装を手掛けていた企業。2000年10月1日設立。2019年4月1日、クノール食品株式会社へ経営統合され、新会社味の素食品株式会社となる。

## 会社概要
- 社名 - 味の素パッケージング株式会社
- 本社所在地 - 神奈川県川崎市川崎区鈴木町一丁目1番地
- 事業所所在地
  - 関東工場・包装技術センター - 神奈川県川崎市川崎区鈴木町一丁目1番地
  - 関西工場 - 大阪府高槻市下田部町2-7-1
  - 佐野ギフト工場 - 栃木県佐野市下羽田町字新田2016番地
- 主要取引先
  - 味の素株式会社
  - 味の素AGF株式会社
  - 味の素物流株式会社
  - クノール食品株式会社

（五十音順）

## 沿革
- 2000年10月1日 - 大味株式会社（大阪府高槻市）と株式会社味の素タカラコーポレーション（神奈川県川崎市）包装事業本部が統合、設立。
- 2001年 - ISO 9001認証を取得。
- 2004年 - ISO 14001認証を取得。
- 2011年 - OHSAS18001認証取得。
- 2016年 - 健康食品GMP認証取得（関西工場）。
- 2017年 - 健康食品GMP認証取得（関東工場）。
- 2019年 - クノール食品株式会社へ合併吸収、経営統合され、新会社味の素食品株式会社となる。栃木県佐野市の佐野ギフト工場はAGF関東株式会社へ讓渡、神奈川県川崎市の関東工場は味の素株式会社川崎事業所へ統合。大阪府高槻市の関西工場は三重県四日市市にある味の素株式会社東海事業所内に新工場建設し、2020年3月末で工場を閉鎖し、移転する。